# Retaule de Portinari
El Retaule de Portinari també conegut com a Tríptic Portinari (en Italià Trittico Portinari), és un tríptic obra del pintor primitiu flamenc Hugo van der Goes. Està realitzat sobre taula, i va ser pintat a Bruges entre 1476 i 1478. El plafó central mesura 253 cm d'alt per 304 cm d'ample i els finestrons en mesuren 253 per 141. S'exhibeix actualment a la Galleria degli Uffizi de Florència. La taula central és coneguda com l'Adoració dels Pastors.

## Història
El Retaule de Portinari és l'obra més famosa de l'autor, i una de les més boniques de l'art flamenc. És la principal representació dels primitius flamencs als Uffizi. És un retaule encarregat per Tommaso Portinari, el representant de la família Mèdici a Bruges. És el seu únic quadre documentat, a partir del qual s'ha produït l'atribució i datació de la resta dels seus quadres. Una vegada acabat el quadre, es va enviar a Florència, ja que estava destinat a l'església de l'Hospital de Santa Maria Nuova. Va estar exposat al públic a la ciutat toscana, i va exercir una enorme influència en els pintors florentins, que es varen fixar en el realisme posat en evidència en els pastors i el paisatge. Ghirlandaio va copiar el grup de pastors en el seu quadre de 1485 per a la capella Sassetti de l'església de Santa Trinità. Filippino Lippi, fins i tot Botticelli i, sobretot, Leonardo da Vinci, i d'altres van estudiar l'obra, una de les primeres obres flamenques arribades a Itàlia. Lorenzo di Credi i Mariotto Albertinelli varen copiar el tipus de paisatge nòrdic.

## Anàlisi del tríptic

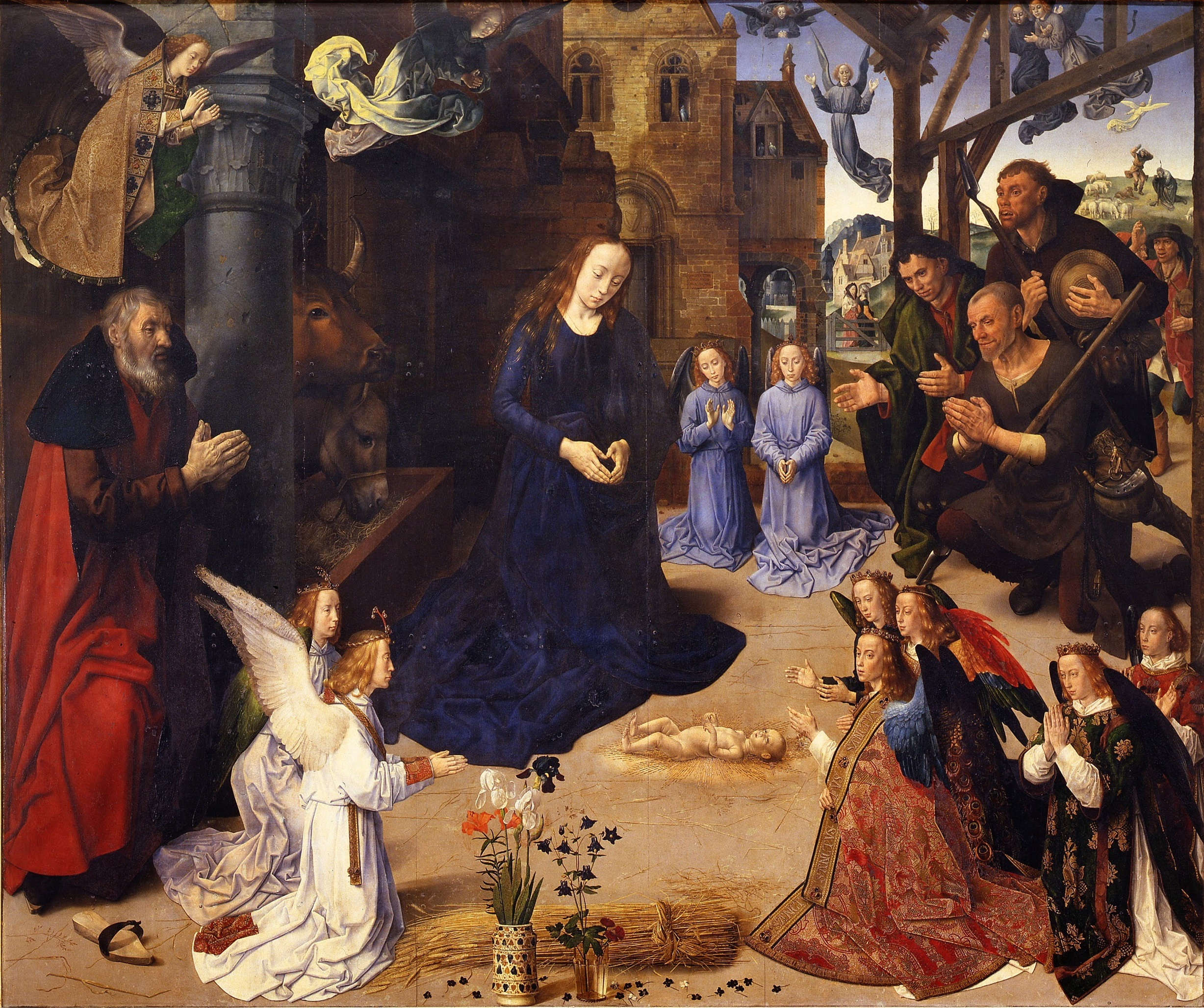
Taula central del Tríptic

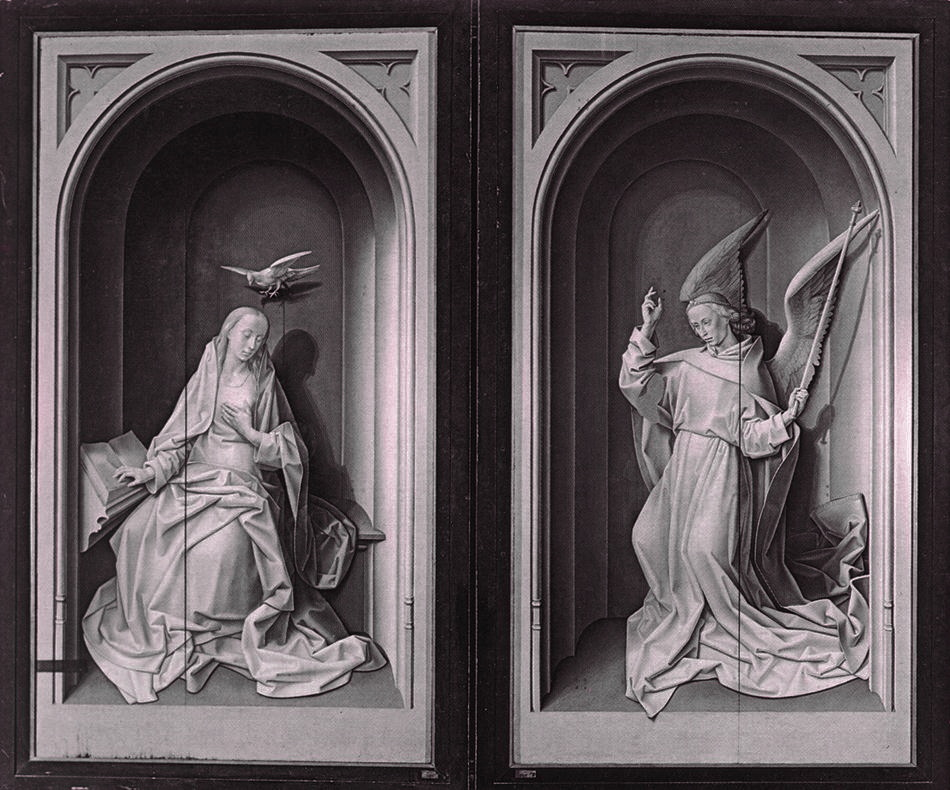
Vista del retaule tancat

És una obra de grans dimensions, que resulten insòlites per a la pintura de l'època. Aquesta mida li va donar llibertat a la seva inquietud per l'espai, a la perspectiva i a les relacions entre personatges.
La taula central del Tríptic es dedica a "l'adoració dels pastors". La figura central és la de la Verge Maria, amb rostre de suau expressió, vestida de blau, que adora Jesús que acaba de néixer. El nen està nu, a terra. L'escena es reflecteix segons el relat de les Revelacions de Santa Brígida de Suècia, amb les adoracions simultànies de la Verge, els pastors i els mags.
En primer pla, una natura morta de flors: una gerra de ceràmica blava i blanca de reflex metàl·lic, sens dubte de Manises, i un altre de vidre, amb flors. Al seu costat, els àngels. Al seu voltant, els pastors són representats com camperols, amb rostres més realistes i robes severes. Igualment, es presenta un paisatge típicament hivernal.
Quant a les ales laterals, es representa els comitents de l'obra. A l'ala esquerra del retaule és representat Portinari i els seus fills Antonio i Pigello, amb els sants Antoni i Tomàs; el paisatge del fons representa el viatge a Betlem de Josep i Maria. L'ala de la dreta mostra a l'esposa, a María Portinari, amb les seves filles, i a les santes Margarida i a Maria Magdalena; al paisatge del fons es distingeixen les figures dels Reis Mags aproximant-se al portal.
La part exterior de les portes es representa una anunciació pintada en grisalla.